# Ludwigslust
Ludwigslust är en stad med 12 233 invånare i det tyska förbundslandet Mecklenburg-Vorpommern. Fram till september 2011 var staden huvudort för distriktet med samma namn.

## Geografi
Staden Ludwigslust är belägen 40 kilometer söder om Schwerin i den östra delen av landskapet Griese Gegend. Genom staden rinner Ludwigslusts kanal som anlades under 1700-talet.

### Ortsdelar
Det egentliga stadsområdet bildas av Ludwigslust och stadsdelen Techentin. De andra ortsdelarna var självständiga orter, som gick upp i staden Ludwigslust vid olika sammanläggningar: Niendorf/Weselsdorf (1969), Hornkaten (1973), Glaisin och Kummer (2005).

## Historia
Mellan 1731 och 1735 uppfördes ett jaktslott i korsvirkesstil för hertig Christian Ludvig II av Mecklenburg-Schwerin. Sedan 1754 kallades slottet Ludwigs Lust (svenska: Ludvigs nöje). 
I mitten av 1700-talet beslöt dåvarande hertigen Fredrik II av Mecklenburg-Schwerin att uppföra en ny slottsbyggnad och en ny residensort. Slottet var färdig 1776. Samtidigt uppfördes många andra byggnader, till exempel slottskyrkan (1765), huvudgatan med byggnader (Schloßstraße), byggnaderna omkring Bassin mellan slottet och slottskyrkan (cirka 1765), och slottsparken i barockstil. Ludwigslust var det officiella hertigliga residenset i Mecklenburg från 1763 fram till 1837. År 1837 flyttade det hertigliga residenset tillbaka till Schwerin, men Ludwigslust blev sommarresidenset för de mecklenburgska hertigarna.
Under mitten av 1800-talet anlades en järnväg från storstaden Hamburg till Preussens huvudstad Berlin (1846), en från Ludwigslust till Schwerin (1889) och vidare till Wismar, en från Ludwigslust till Parchim och Neustrelitz (1880) och en till Dömitz (1890). Dessa banor kom att få sin skärningspunkt i Ludwigslust som är en järnvägsknutpunkt än idag.
1876 fick Ludwigslust stadsrättigheter.

### Andra världskriget

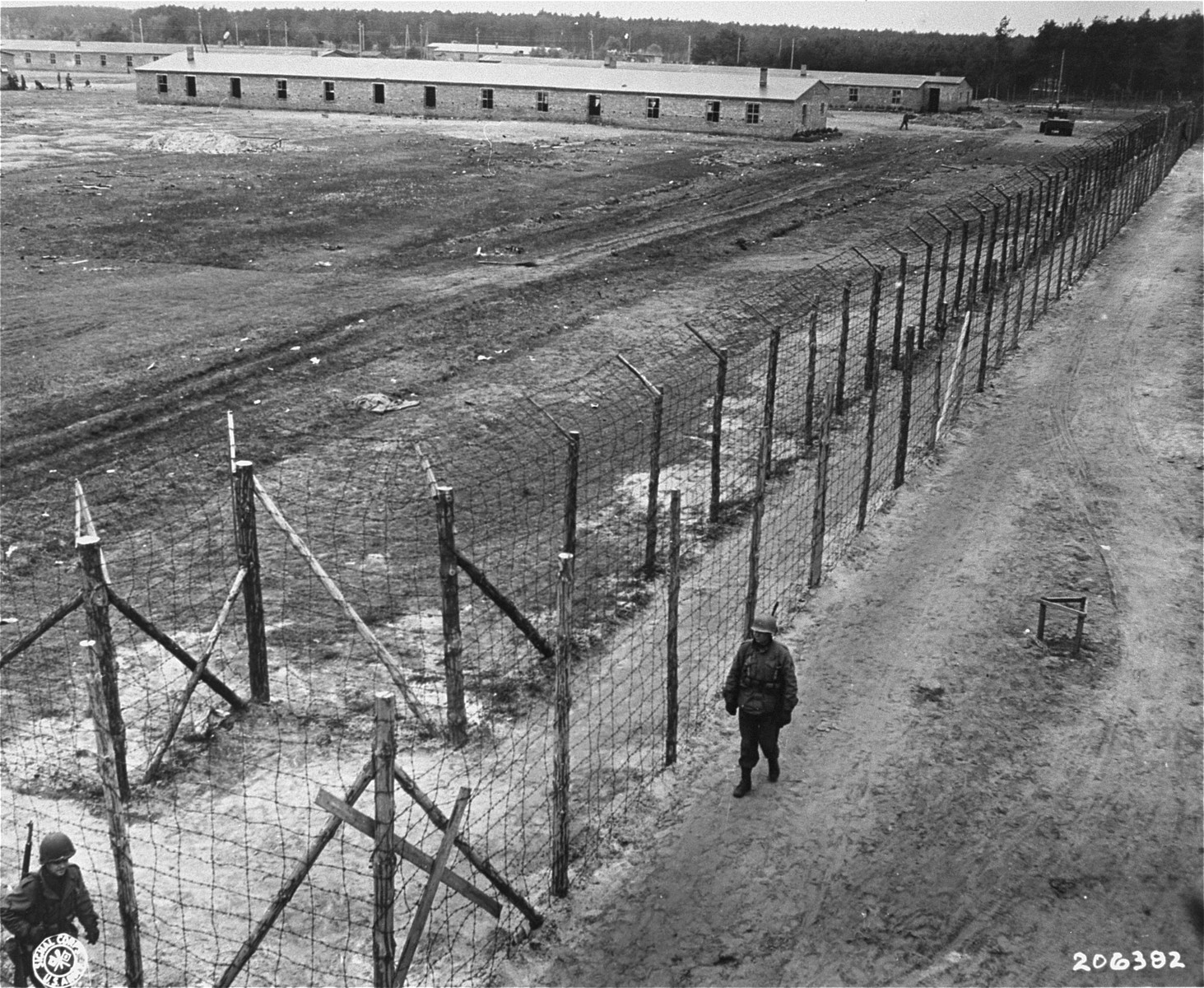
Läger KZ Wöbbelin efter befrielsen (1945)

Under kriget utsattes staden för amerikanska bombningar två gånger. Huvudmål var järnvägsanläggningarna, som låg norr om stadens centrum under denna tid. Därför förblev den historiska stadskärnan oskadd, men 150 människor dödades i Ludwigslust genom bombningarna i februari och mars 1945.
Under de sista krigsmånaderna fanns ett satellitläger (KZ Wöbbelin) tre kilometer norr om staden, som tillhörde koncentrationslägret KZ Neuengamme. Lägret vid orten Wöbbelin existerade från 12 februari 1945 till maj 1945. Den 2 maj befriade den amerikanska 82nd Airborne Division omkring 3 500 lägerfångar. Ungefär 1000 personer omkom i KZ Wöbbelin. Amerikanerna grävde upp liken ur massgravarna vid Wöbbelin och begravde dem på nya begravningsplatser i Ludwigslust (200 på gravfältet mellan slottet och stadskyrkan), Schwerin, Hagenow och Wöbbelin.

### Östtyska tiden
Under DDR-tiden var Ludwigslust huvudorten i ett distrikt med samma namn (1952–1990), som låg inom länet Schwerin. Under denna tid fanns i Ludwigslust en sovjetisk garnison, som var belägen i stadens östra och sydöstra del.
Mellan 1970 och 1988 uppfördes nya bostadsområden, till exempel området Parkviertel, med prefabricerade hus.

### Tyska återföreningen
Efter den tyska återföreningen 1991 sanerades den historiska stadskärnan och 1994 blev Ludwigslust huvudorten i det nyskapade distriktet Ludwigslust. Vid en distriktsreform i september 2011 gick distriktet Ludwigslust upp i distriktet Ludwigslust-Parchim och staden Parchim blev distriktets nya huvudort. 

### Befolkningsutveckling
Befolkningsutveckling i Ludwigslust
Källa: ,, 

## Politik
Det senaste valet till stadsförsamlingen genomfördes den 25 maj 2014. Den nya mandatperioden går från 2014 till 2019. 

### Mandatfördelningen i Ludwigslust
| Parti     | Antal mandat |
| --------- | ------------ |
| AfL       | 6            |
| CDU       | 6            |
| Die Linke | 5            |
| SPD       | 5            |
| De Gröna  | 2            |
| NPD       | 1            |
| Total     | 25           |

## Sevärdheter
- Ludwigslusts slott (Schloss Ludwigslust) från 1700-talet (1772–1776)
- Området Am Bassin mellan slottet och slottskyrkan: slottsplatsen med vattenfall, tegelbyggnader
- Slottskyrkan  (Schloßkirche) från 1765 (barock-klassisk)
- Slottsparken
- Kanalgatan (Kanalstraße): nyklassiska byggnader
- Slottsgatan (Schloßstraße): tegelbyggnader
- St. Helena: nygotiska katolska kyrkan i slottsparken (1804–1808)

## Vänorter
- Ahrensburg i Tyskland
- Kamskoje Ustje, i Tatarstan
- Muscatine i Iowa, USA

## Kommunikationer

### Järnvägar
Ludwigslust är en viktig järnvägsknut inom den sydvästra delen av Mecklenburg-Vorpommern. Från Ludwigslusts järnvägsstationen avgår olika fjärrtåg (ICE, IC och EC) och regionaltåg.

### Vägar
I Ludwigslust börjar förbundsvägen (tyska:Bundesstraße) B 106 som går till Wismar. Dessutom går  förbundsvägarna B 5 och B 191 (från Celle till Plau am See) genom staden. 
Genom förbundsvägarna B 106 och B 191 har Ludwigslust också anknytning till motorvägen (tyska:Autobahn) A 24, som ligger 9 kilometer norr (B 106) eller 12 kilometer öster (B191) om staden. På sikt kommer A 14 att förbinda Ludwigslust med Schwerin i norr och Magdeburg i söder.

## Galleri

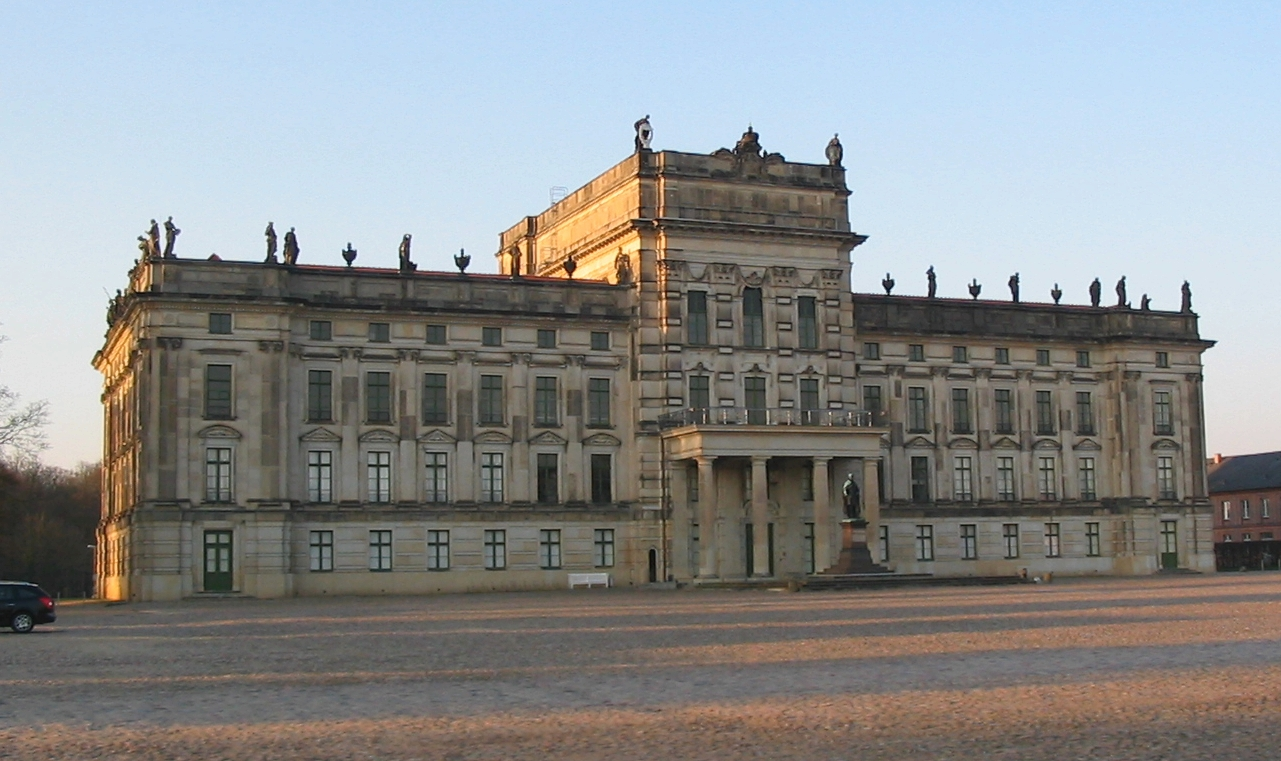
Ludwigslusts slott, Stadsidan, 2006
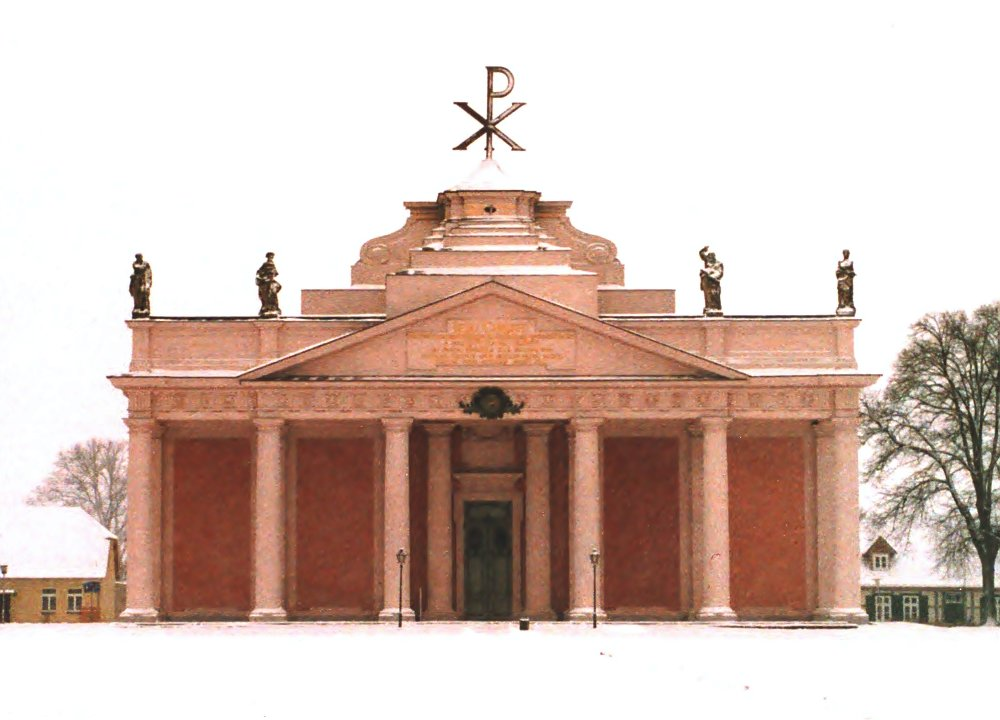
Slottskyrkan, framsidan vintertid, januari 2006
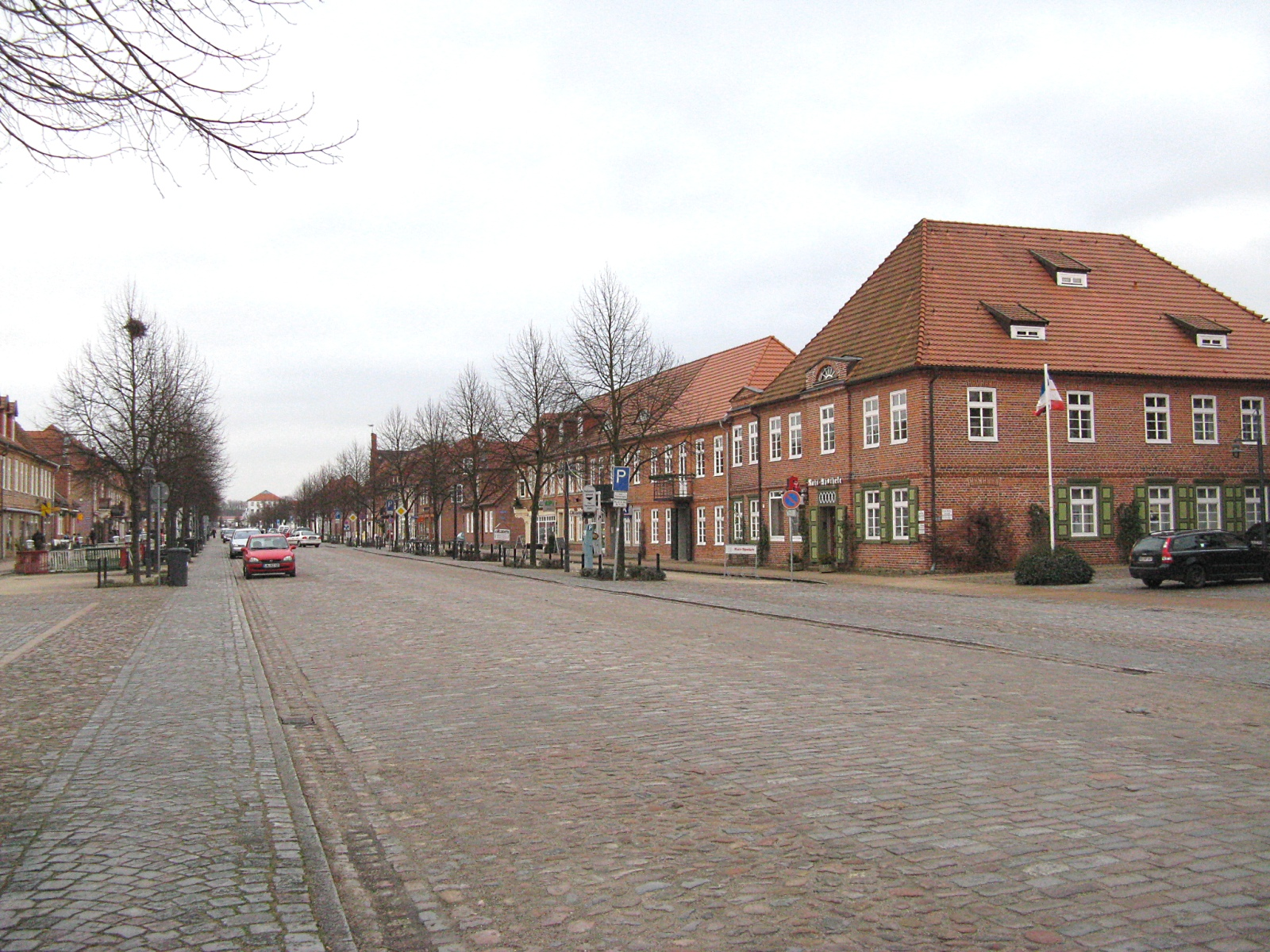
Slottsgatan i Ludwigslust
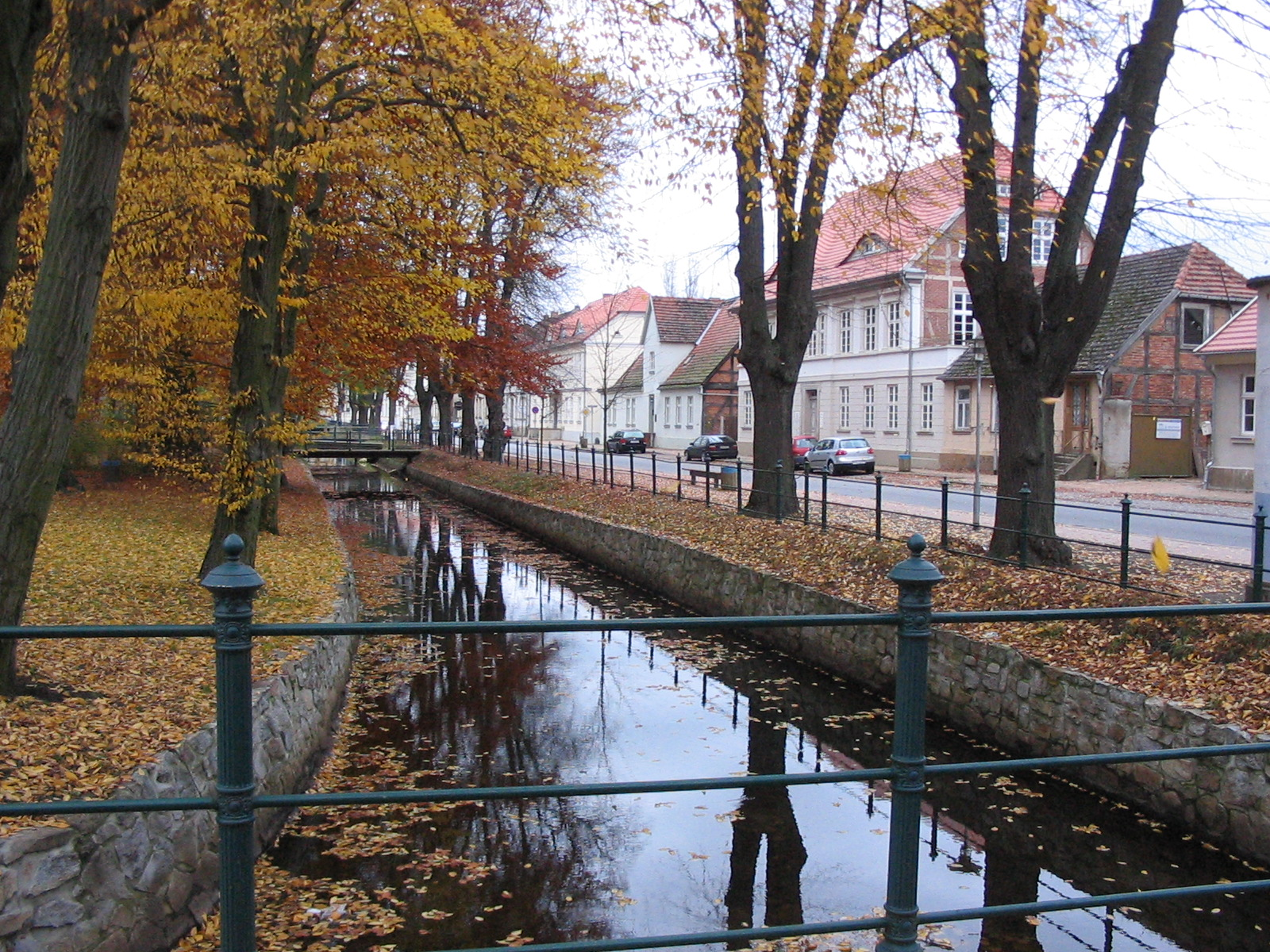
Kanalen i Ludwigslust vid Kanalgatan
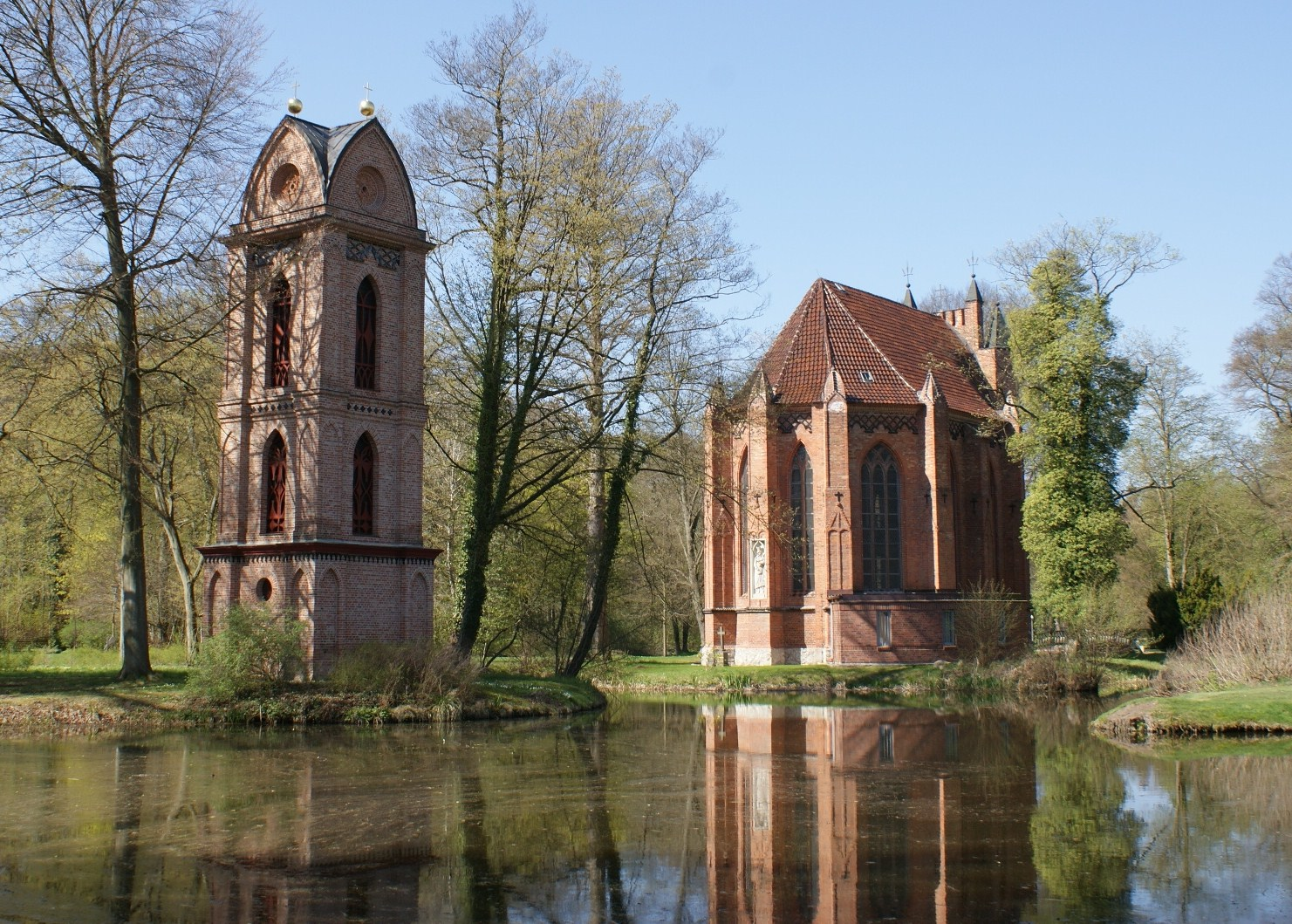
Nygotisk katolsk kyrka i slottsparken